# Issepts
Issepts település Franciaországban, Lot megyében. Lakosainak száma 277 fő (2022. január 1.). Issepts Assier, Le Bourg, Le Bouyssou, Fons és Reyrevignes községekkel határos.

## Népesség
A település népességének változása:
| Lakosok száma | 184  | 183  | 145  | 178  | 207  | 222  | 241  | 265  | 269  | 277  |
|               | 1968 | 1982 | 1990 | 2006 | 2013 | 2015 | 2017 | 2019 | 2020 | 2022 |